# Amfreville-Saint-Amand
Amfreville-Saint-Amand é uma comuna francesa na região administrativa da Normandia, no departamento de Eure. Estende-se por uma área de 9.62 km². Em 2010 a comuna tinha 1 213 habitantes (densidade: 126,1 hab./km²).
Foi criada em 1 de janeiro de 2016, após a fusão das antigas comunas de Amfreville-la-Campagne e Saint-Amand-des-Hautes-Terres.